# نغم المالكي
نغم المالكي ممثلة وعارضة أزياء سعودية شاركت في بعض الأعمال الفنية أبرزها مسلسل وصية بدر ومسلسل عناقيد.

## أعمالها
2023 دكة العبيد
-
2024 الشرار

| سنة الإنتاج | العنوان      | بمشاركة                                                |
| ----------- | ------------ | ------------------------------------------------------ |
| 2019        | عناقيد       | خالد صقر، إلهام علي، ميلا الزهراني، إيمان الغربي       |
| 2020        | وصية بدر     | محمد الطويان، ليلى السلمان، يعقوب الفرحان، مهند الحمدي |
| 2021        | خارج السيطرة |                                                        |